# Franco Mannara
Franco Mannara, né en 1965, est un auteur, compositeur, interprète français, issu de la scène musicale alternative parisienne. Il est aussi auteur de romans noirs.

## Biographie
Chanteur, guitariste de divers groupes de l’underground rock parisien de 1985 à 1995 (Alice Lovers, Alawanababa…), il commence une carrière solo avec un premier album (La Shadow Stratégie) en 2001, et fonde en 2003 le collectif Spoke Orkestra,,avec Félix Jousserand, D’ de Kabal, Nada et Abd El Haq, groupe dont il est le compositeur multi-instrumentiste, avec lequel il réalise quatre albums.
Parallèlement, il est sollicité par plusieurs metteurs en scène et commence à se produire au théâtre (Laurent Vacher, D' de Kabal, Emmanuel Oger…) jusqu’à créer une compagnie collective avec Benoît Delbecq et D' de Kabal en 2008 nommée « Stratégies Obliques », avec laquelle ils créeront trois spectacles mis en scène par Assane Kouyaté, David Lescot et Mathieu Bauer.
À partir de 2009, il multiplie les projets musicaux qui donneront naissance à de nombreux albums (The 1234, Trio-Skyzo-Phony, les Daronz, Harragas, Ma Colère, La Théorie du KO, Super 16).
En 2020 il crée avec Raphaël Otchakowski le duo Garçons Gragiles.
On l’a croisé sur scène ou sur disque avec Franck Vaillant, Mike Ladd, Kohndo, Marc Ducret, Marc Sens, KABAL, Serge Teyssot-Gay, Benoît Delbecq, Fantazio, Niveau Zero, Benjamin Colin, Noel Akchoté, Blade MC, Edward Perraud, Ray Lema, Jeff Lee Johnson...
En 2015 il écrit son premier roman Je m’appelle Birdy qui sera rapidement édité chez Calmann-Lévy. Il consacre désormais un tiers de son temps à cette activité ,.
Par ailleurs depuis 2002, il développe une activité de coach vocal et scénique sur tout l’hexagone et pour différentes structures, travaillant avec de nombreux artistes. (Tristesse Contemporaine, Jain, Jahneration, Laura Perrudin, Smokey Joe & The Kid, Ed-äke, Narrow Terence, Niveau 0, Tambours Battant, Art District, Nouvel R, Backstab, Clément Bertrand, Supa Attaz, Stereotypical Working Class, Paxti, El Diablo, Apple Jelly, Khod Breaker, Deep X Fan, The Bewitched Hands, Plus Guest, Edi, Ardzen et beaucoup d’autres…).

## Discographie

### Années 1990
- 1993: Franco & le Zanzibar Express
- 1995: Franco Mannara - Bal Trap – B.O (uniquement en Cassette)
- 1995: Philip Dargent - E.P Vinyl (4 titres)

### Années 2000
- 2001: Franco Mannara - La shadow stratégie
- 2004: Spoke Orkestra - Interdit aux mineurs
- 2007: Spoke Orkestra - N’existe pas
- 2007: La Théorie du K.O - La Théorie du KO (album)
- 2008: Spoke Orkestra - Infréquentables (E.P)[11]

### Années 2010
- 2010: Franco Mannara - Sutures[12],[13]
- 2010: Harragas - Wae7d, Jouj, Tlata
- 2010: The 1234 - sing Ramones
- 2010: Ma Colère
- 2011: Caziotone (split album avec Goddog)
- 2011: Le Petit Chaperon en Sweat Rouge
- 2011: Spoke Orkestra - Deux Mille Douze Acte 1 - La peste dans le sang (et l’espoir dans le cerveau)
- 2012: Spoke Orkestra - Deux Mille Douze Acte 2 - En dessous de la réalité
- 2015: D’de Kabal - Soliloques Du Chaos
- 2015: Point Limite Zéro - Point limite zéro (album)
- 2015: Super 16 - Rocket Songs (E.P)
- 2015: Super 16 - Cowboys Rechargeables
- 2017: Trio-Skyzo-Phony / Joseph Andras – S’il ne restait qu’un chien - Livre disque chez Actes Sud[14].
- 2018: Trio-Skyzo-Phony - Crash Test (E.P)
- 2018: Franco Mannara & Otchakowski - Je m’appelle Birdy – Soundtrack
- 2018: Franco Mannara & Otchakowski - Je m’appelle Birdy – Soundtrack (version russe)

### Années 2020
- 2022: Garçons Fragiles - Arrête (E.P)
- 2023: Garçons Fragiles - Ralentis (E.P)
- 2023: Garçons Fragiles - Woohoo (E.P)
- 2023: Garçons Fragiles (album)

## Compilations
- Alice Lovers : Bons baisers de Paris.
- Spoke Orkestra : Tchernobyl, Bouchaz'oreilles, Canal 93.

## Œuvres littéraires
- 2017: Je m’appelle Birdy (Calmann-Lévy)[15],[16]
- 2018: Antépisode (Calmann-Lévy)
- 2018: Duplicata (Calmann-Lévy)
- 2021: Radio Silence (Calmann-Lévy)[17]
- 2022: Hot-dog : Chroniques dystopiques du grand déraillement. Ouvrage collectif. (Nique Editions)

## Théâtre, scène et performances

### Années 1990
- 1996: Bal Trap (cie du Jour se lève)
- 1998: Voies mêlées - Andy Emler
- 1998: Organic (écrit et joué par F.M)
- 1998: La paix du dimanche (cie du Jour se lève)

### Années 2000
- 2000: Noces de sang (cie du Jour se lève)
- 2005: Pas si passé que ça (Mise en scène Laurent Vacher - cie du Bredin)
- 2006: TTS (Trouve ton style) – ADIAM 91
- 2006: L'Antishow, à l’espace 1789 (St Ouen), avec Charlotte etc., Fantazio et D’ de Kabal.
- 2009: Femmes de parole (Mise en scène D’de Kabal - cie Riposte)
- 2009: Zip Gun (mise en scène Mathieu Bauer - cie Stratégies Obliques)

### Années 2010
- 2010: Une Nuit en palabres (mise en scène Assane Kouyaté - cie Stratégies Obliques)
- 2011: Le grand inventaire (avec Abd El Haq, Felix Jousserand et Benjamin Colin)
- 2011: Diptyque Contes marrons : Écorce de peines suivi de Œdipe l’antillais (Mise en scène D’de Kabal - cie Riposte)
- 2011: Le petit chaperon en sweat rouge (Mise en scène D’de Kabal - cie Riposte)[18]
- 2012: Il n’y a plus rien (réécriture de l’album de Léo Ferré pour voix et batterie : avec Frank Vaillant et Blade Mc)
- 2013: Lost in the supermarket (Mise en scène Laurent Vacher - cie du Bredin)
- 2013: Tout va bien en Amérique (mise en scène David Lescot - cie Stratégies Obliques)
- 2013: Silenciô, l'Enfant sans Nom (Mise en scène D’de Kabal - cie Riposte)[19]
- 2014: Agamemnon : opéra hip-hop (cie Riposte)
- 2018: Orestie (compagnie Riposte)[20]
- 2019: Fêlures, le silence des hommes (Mise en scène D’de Kabal - cie Riposte)[21]